# Cinnamomum myrianthum
Cinnamomum myrianthum är en lagerväxtart som beskrevs av Elmer Drew Merrill. Cinnamomum myrianthum ingår i släktet Cinnamomum och familjen lagerväxter. Inga underarter finns listade i Catalogue of Life.